# 齐根多夫
齐根多夫是德国梅克伦堡-前波美拉尼亚州的一个市镇。总面积36.48平方公里，总人口673人，其中男性335人，女性338人（2011年12月31日），人口密度18人/平方公里。